# Bravo-Klasse
Die sowjetischen U-Boote Projekt 690 „Kefal“ (NATO-Code Bravo-Klasse) wurden zwischen 1960 und 1970 in der UdSSR gebaut. Sie waren speziell auf die Anforderungen eines U-Bootes zur Ausbildung im U-Boot-Kampf entwickelt worden, konnten aber auch in begrenztem Rahmen im Kampf eingesetzt werden.
Sie waren so gebaut, dass sie auch als Ziel für Übungs-Torpedos dienen konnten.
Seit 1995 sind alle Einheiten dieser Klasse außer Dienst gestellt.
Eines wurde 1994 demilitarisiert und verkauft. Es wurde von den neuen Eignern zu einem Restaurant umgebaut.